# Референдум о независности Косова
Референдум о независности Косова од СФРЈ и Републике Србије био је непризнати импровизовани референдум који је организовао Демократски савез Косова на челу са Ибрахимом Руговом од 26. до 30. септембра 1991. године.
Власти Републике Србије су референдум прогласиле илегалним, али нису ометале његово одржавање. Након гласања је проглашена независност, коју није признала ни једна држава чланица УН осим Албаније. Према подацима које су организатори референдума објавили, излазност бирача је износила 87,01%, од којих се 99,98% изјаснило за отцепљење.

## Резултати
| Избор                   | Гласови   | %     |
| ----------------------- | --------- | ----- |
| За                      | 913.705   | 99.98 |
| Против                  | 164       | 0.02  |
| Неважећи/празни листићи | 933       | –     |
| Укупно                  | 914.802   | 100   |
| Излазност               | 1.051.357 | 87.01 |
| Извор: Direct Democracy |           |       |